# Книголюби
«Книголюби» (англ. Book Lovers) — любовний роман Емілі Генрі 2022 року.
28 березня 2023 року Tango Entertainment купила права на екранізацію, а Сарі Гейворд доручено написати сценарій.

## Короткий зміст
Нью-йоркська літературна агентка Нора Стівенс погоджується провести весь серпень у Саншайн-Фоллз,  Північна Кароліна, за наполяганням своєї молодшої сестри Ліббі. Нору та Ліббі виховувала мати-одиначка, яка померла, коли Ліббі навчалася в старшій школі. Упродовж усього дорослого життя Нора жертвувала всім заради підтримки Ліббі.
Вона дізнається, що Чарлі Ластра, книжковий редактор, з яким вона не в надто добрих стосунках, родом саме із Саншайн-Фоллз і теж якраз перебуває в місті. А ще він керує місцевою книгарнею, якою володіють його батьки, щоб допомогти їм.
Поки вони там, Нора та Чарлі разом редагують книжку, яку написав один із клієнтів Нори, Дасті Філдінг. Під час спільної роботи Чарлі допомагає Норі отримати посаду редакторки — саме ту кар’єру у видавництві, про яку вона мріяла від початку. Чарлі та Нора закохуються, але, як з’ясовується, Чарлі хоче залишитися в Саншайн-Фоллз, щоб підтримати сім’ю, адже його батько почувається зле. Роман на відстані здається для Нори надто важким.
Тим часом Ліббі каже Норі, що вона щиро хоче переїхати до Саншайн-Фоллз, і початковою метою поїздки було переконати Нору зробити те саме. Однак Ліббі зрештою заохочує Нору здійснити свою мрію стати книжковою редакторкою у Нью-Йорку, не бажаючи, щоб Нора більше жертвувала чимось заради неї.
Після подорожі Нора повертається до Нью-Йорка. Однак через кілька місяців Чарлі розповідає, що його батько почувається краще і що Ліббі запропонувала взяти на себе посаду директорки книжкового магазину. Роман закінчується тим, що він готується зробити Норі пропозицію після переїзду до Нью-Йорка.

## Прийняття
Роман «Книголюби»  добре сприйняли критики, зокрема він отримав огляди зі зірочками від Booklist та Kirkus Reviews.
Kirkus назвав роман «сердечним і веселим читанням про книжки, сестер і написання власної історії кохання», тоді як Publishers Weekly назвав його «зворушливим дослідженням любові, приналежності та сім’ї».
Керрі Макг’ю з Shelf Awareness підкреслила, що роман «Книголюби» цілеспрямовано й майстерно використовує класичні романтичні тропи, пропонуючи читачам не лише захопливу любовну історію, а й роздуми про те, чому зрештою романи цього жанру такі привабливі. Генрі порушує теми сім’ї та ментального здоров’я, потреби зберігати й виборювати простір для себе та близьких, а також сили книжок — зцілювати, заспокоювати й відкривати істини». Макг’ю підсумувала, що «Книголюби» — це «розумна, чарівна і яскрава книга, яка сяє сама по собі».
Керол В. Белл, яка писала для NPR, також прокоментувала те, як у романі використовуються та підриваються класичні романтичні тропи: «Історія багатошарова, а сімейні труднощі персонажів — складні. Уміло використовуючи та водночас відкрито підриваючи традиційні романтичні тропи й архетипи — на кшталт успішної жінки з великого міста, яка нехтує родиною, чи цілющої сили провінційного життя, — цей роман пропонує дотепне й проникливе осмислення тем любові, сім’ї та пошуку власного шляху».
Подібним чином Алісія Рансіліо з Associated Press зазначила: «Хоча «Книголюби» написано за класичним сюжетом», коли житель великого міста закохується в маленькому містечку, книжка «водночас і деконструює цей шаблон».
Від імені Paste Наталі Зуттер розповіла про те, як роман «Книголюби» «продовжує  дедалі більшу тенденцію в сучасній романтиці, яка, я сподіваюся, збережеться, де любовні стосунки — це не єдине, що бере за душу... Найскладніше в романтичному жанрі — це вдало завершити історію. Якщо читачі очікують щасливого фіналу (HEA — happily ever after), а вся книга побудована на думці, що життя не завжди закінчується щасливо, як це поєднати? Щось у мені замислюється: якби «Книголюби» були написані більше в руслі художньої літератури, чи не вийшла б ця історія зовсім іншою? І все ж Генрі вдається створити фінал, який відповідає очікуванням жанру — і водночас здатен здивувати навіть цього заплаканого читача».
Кілька оглядачів обговорювали персонажів роману. Кіра Солеоре з Booklist описала Нору як «страшну, акуратну та організовану», а Чарлі — як такого, що «славиться різким характером, схильністю до задумливості й гострих редакторських зауважень», хоча «обидва вони справжні трудоголіки великого міста, які цінують етику та блиск один одного, але обидва борються з невпевненістю та відчуттям, що завжди спостерігатимуть за життям з боку». Publishers Weekly високо оцінив майстерність Генрі за «створення чуйних персонажів, [які залучають] читача». Kirkus зазначив, що «хоча роман між Норою і Чарлі справді захопливий і пристрасний, саме стосунки Нори з Ліббі викликають справжні сльози».
Рецензенти також обговорювали комедійні елементи книжки. Алісія Ранчіліо, яка писала для Associated Press, назвала «Книголюбів» «романом, підживленим швидкими жартами», і зауважила: «Якщо Емілі Генрі сміється з діалогів своїх персонажів у власних книжках, це зрозуміло. Вона майстер вишуканого дотепного діалогу». Kirkus також назвав його «веселим».
Аудіокнига, яку начитала Джулія Вілан, також отримала зіркову рецензію від Booklist, оглядачка якого Кендіс Сміт зазначила, що «Вілан — професіоналка у відтворенні низького, хриплого голосу Чарлі та сарказму Нори. Переміщення між репліками швидкі, і Вілан робить усе прослуховування веселим, сексуальним і захопливим досвідом».

## Нагороди та відзнаки
Роман «Книголюби» став бестселером IndieBound, а також другою  аудіокнигою-бестселером на Libro.fm 2022 року.
Kirkus Reviews визнали роман «Книголюби» одним із найкращих любовних романів 2022 року.
Книжка отримала нагороду Goodreads Choice Award 2022 за найкращий роман, а Асоціація довідкових і користувальницьких послуг внесла аудіокнигу до свого списку прослуховування 2022 року.

## Екранізація
28 березня 2023 року Tango Entertainment купила права на екранізацію, а Сара Гейворд має написати сценарій.

## Переклад українською
2024 року у видавництві «Artbooks» вийшов український переклад роману. Перекладачка — Анна Процук.